# 东方丝绸市场
东方丝绸市场是中华人民共和国江苏省苏州市吴江区下辖的一个类似乡级单位。

## 行政区划
下辖以下地区：
东方丝绸市场虚拟社区。